# Verkündigung an die Hirten

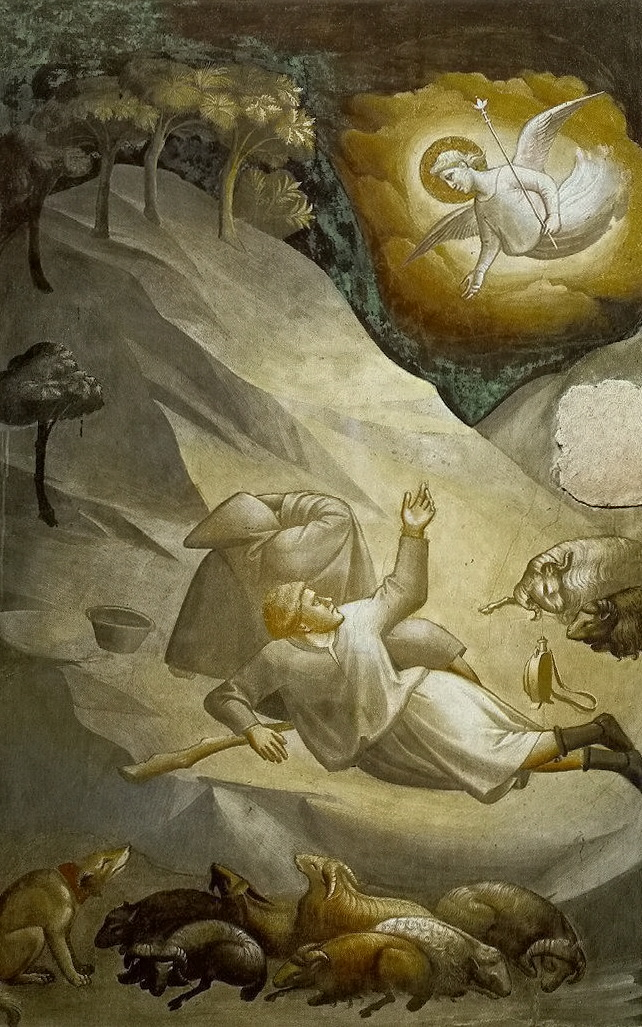
Taddeo Gaddi – Verkündigung an die Hirten (um 1330)

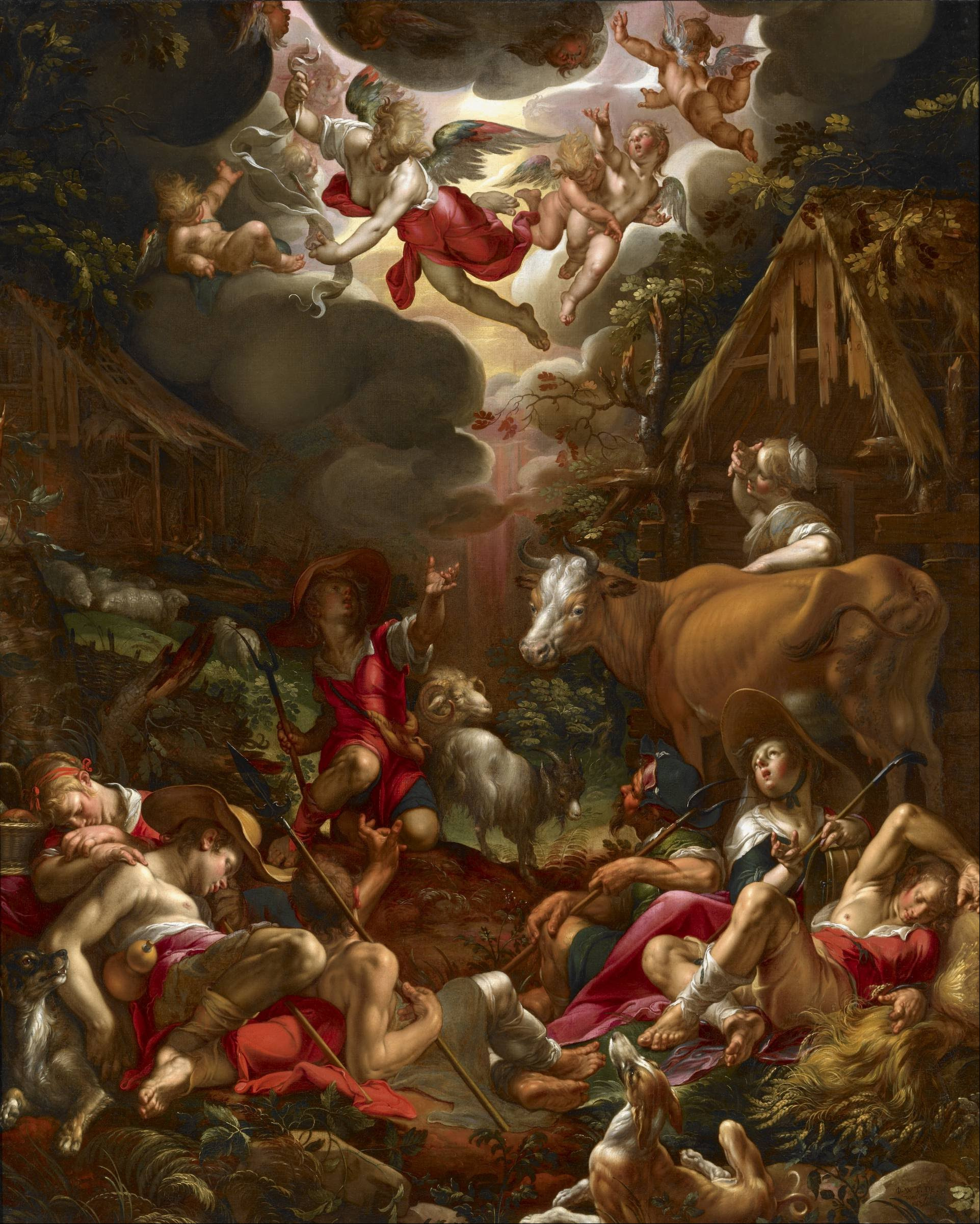
Joachim Wtewael – Verkündigung an die Hirten (1606)

Die Verkündigung an die Hirten ist seit dem Mittelalter ein beliebtes Motiv in der christlichen Kunst. Es findet sich hauptsächlich in Fresken sowie auf Tafel- und Leinwandbildern. Dargestellt werden eine mehr oder weniger große Gruppe von einfach gekleideten und meist unrasierten Männern mit Hirtenstab, Hirtentasche, Sackpfeife, Flöte etc. inmitten einiger Schafe, Ziegen und Hunde. Die ‚Verkündigung an die Hirten‘ geht dem Bildthema der ‚Anbetung der Hirten‘ voraus. Vor allem die späteren Darstellungen des Sujets gehören zum kunsthistorischen Typus der ‚Nachtbilder‘, d. h. als Lichtquelle fungiert in diesem Fall eine Himmelserscheinung.

## Bibeltext
Das Motiv geht zurück auf die Weihnachtsgeschichte im Lukasevangelium (Lk 2,8–12 ), wo es heißt:
„In jener Gegend lagerten Hirten auf freiem Feld und hielten Nachtwache bei ihrer Herde. Da trat der Engel des Herrn zu ihnen und der Glanz des Herrn umstrahlte sie. Sie fürchteten sich sehr, der Engel aber sagte zu ihnen: Fürchtet euch nicht, denn ich verkünde euch eine große Freude, die dem ganzen Volk zuteil werden soll: Heute ist euch in der Stadt Davids der Retter geboren; er ist der Messias, der Herr. Und das soll euch als Zeichen dienen: Ihr werdet ein Kind finden, das, in Windeln gewickelt, in einer Krippe liegt.“

## Bedeutung
Während die bei Matthäus überlieferte ‚Anbetung der Könige‘ das Christuskind über oder an die Seite von hochrangigen oder gebildeten Personen (Könige, Magier, Sterndeuter etc.) stellt, bezieht Lukas in seiner Weihnachtsgeschichte Leute aus dem einfachen Volk mit ein – mit anderen Worten: Das Jesuskind ist für alle Menschen da oder hat allen Menschen etwas zu geben.

## Darstellungen
Die frühesten Darstellungen der Hirten der Weihnachtsgeschichte in der christlichen Kunst finden sich in Elfenbeinschnitzereien, Buchmalereien, an Tympana oder auf Taufbecken. Die 'Verkündigung an die Hirten' wird bereits früh als eigenständiges Bildthema aufgefasst; in wenigen meist älteren Darstellungen werden die ‚Geburt Christi‘, die ‚Verkündigung an die Hirten‘ und die ‚Anbetung der Hirten‘ in einem Bildzusammenhang gezeigt.

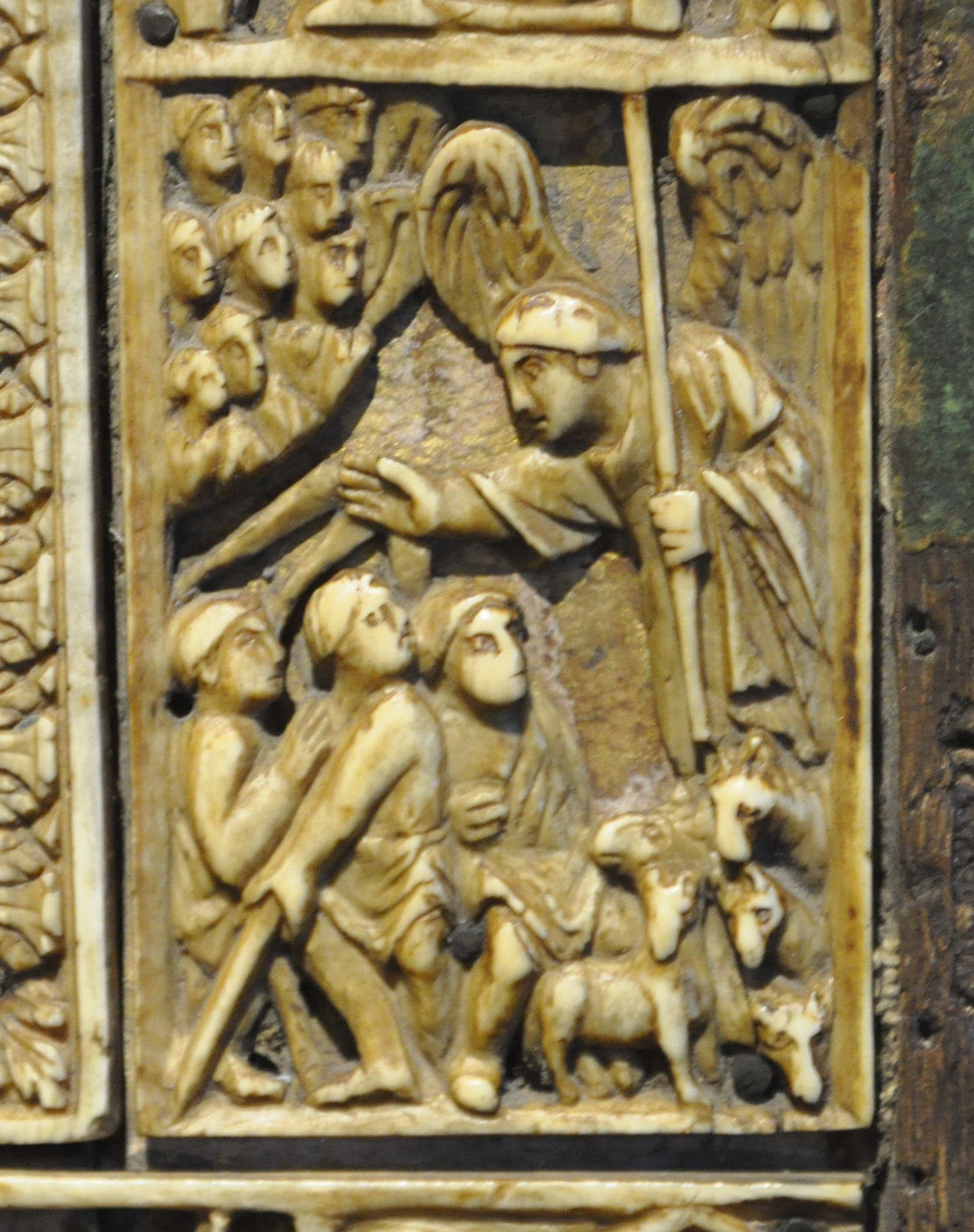
Elfenbeinschnitzerei Metz (um 850)
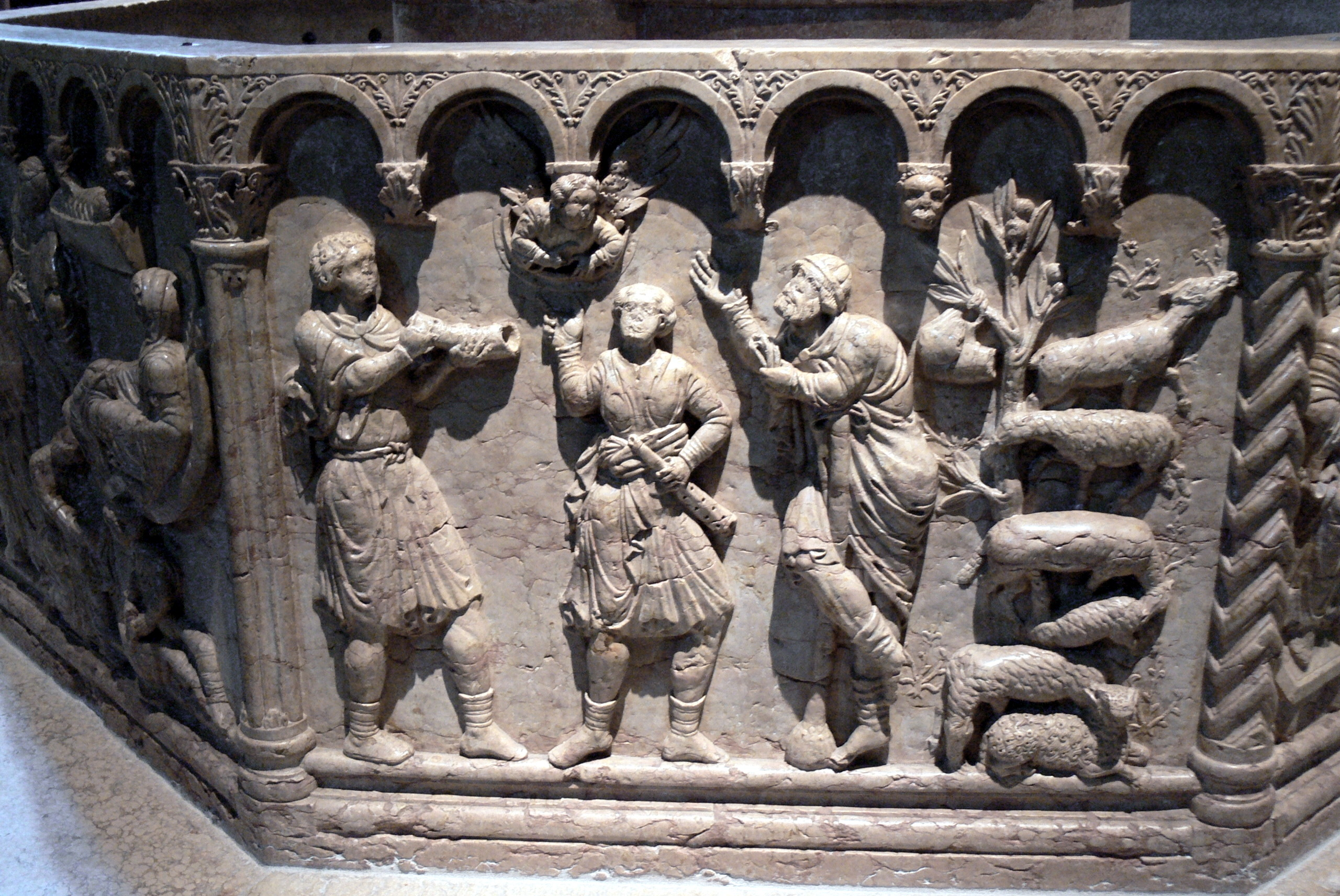
Verona – San Giovanni in Fonte (um 1125)
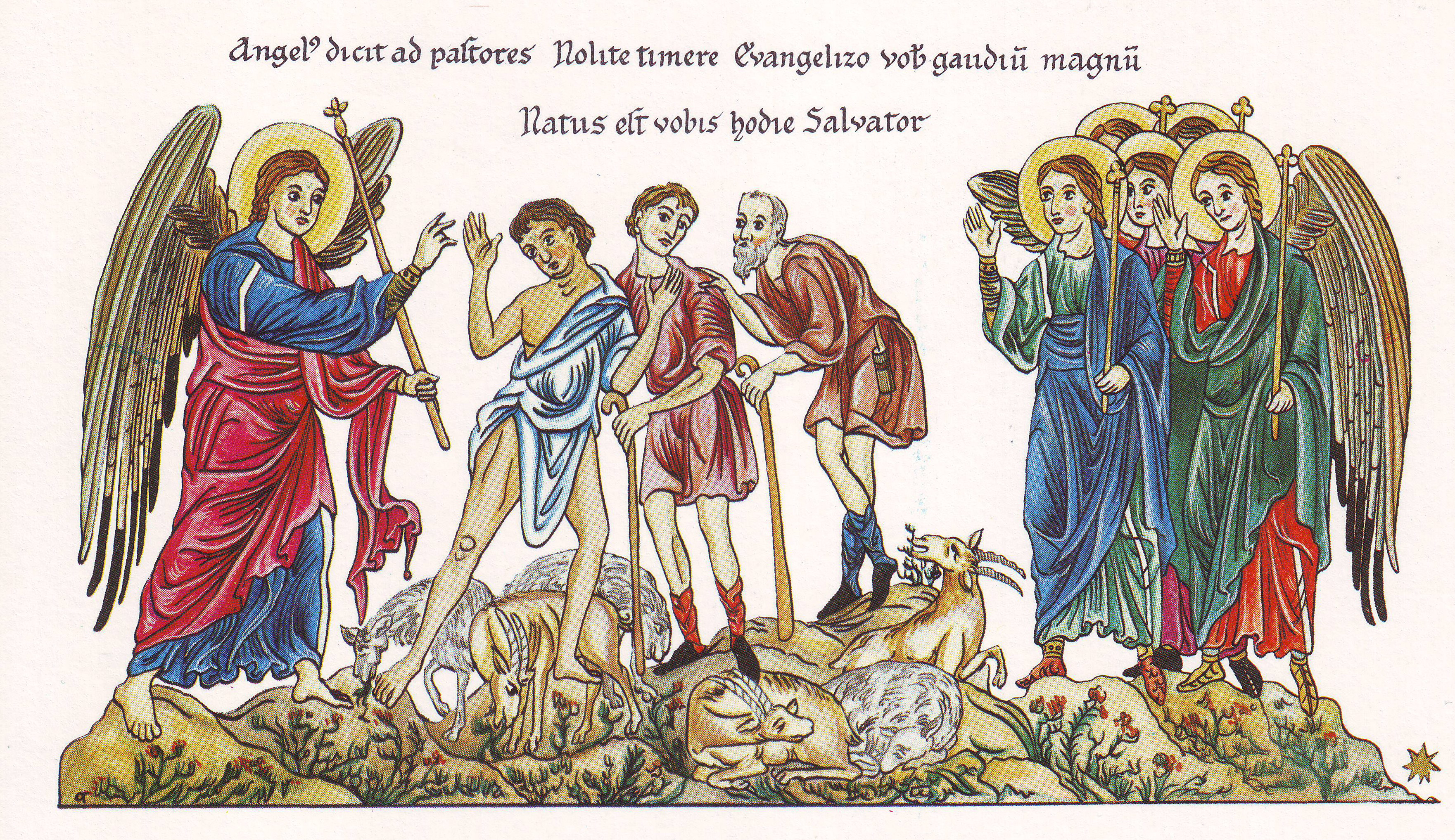
Hortus Deliciarum (um 1180)
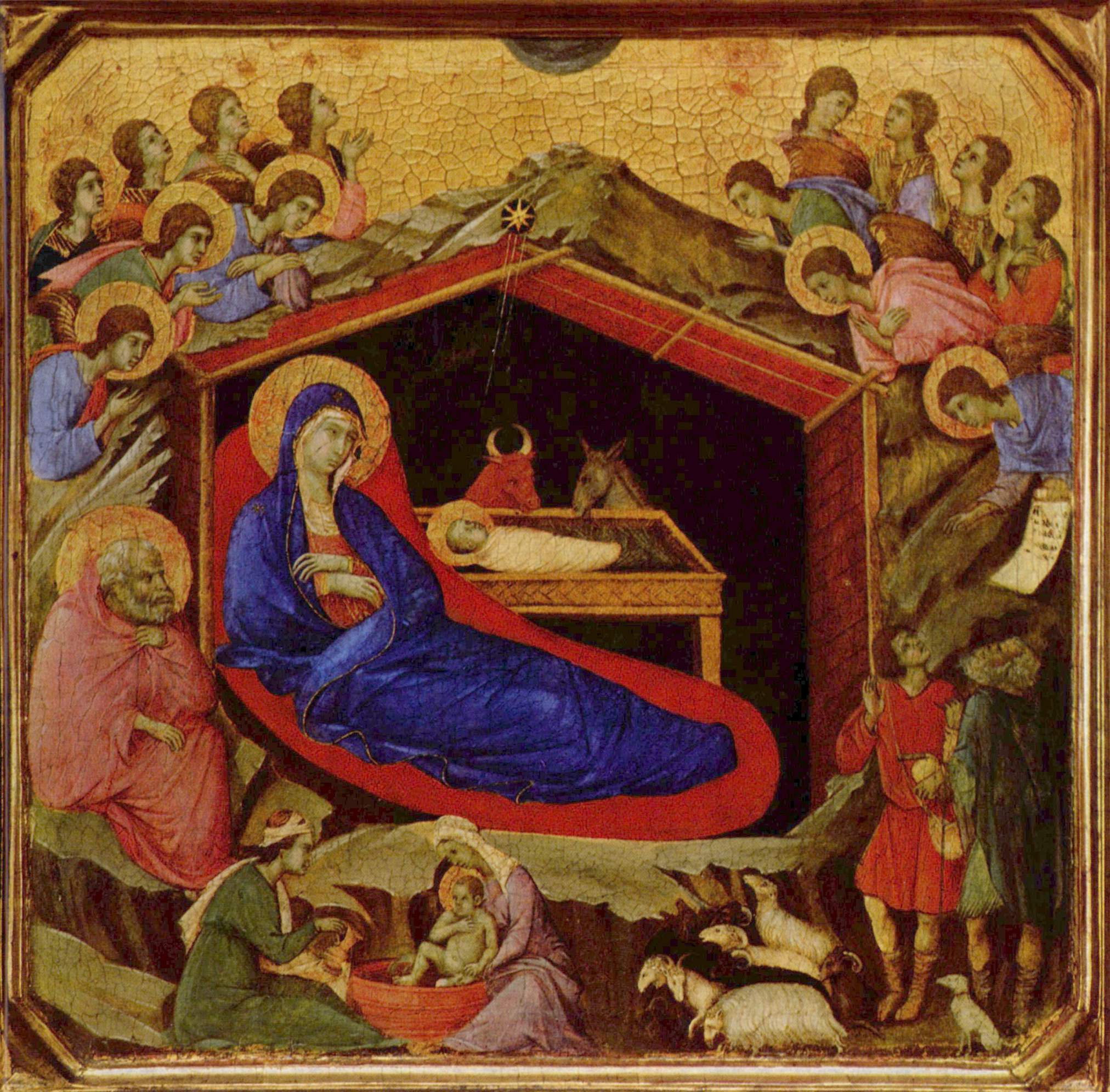
Duccio di Buoninsegna (um 1310)
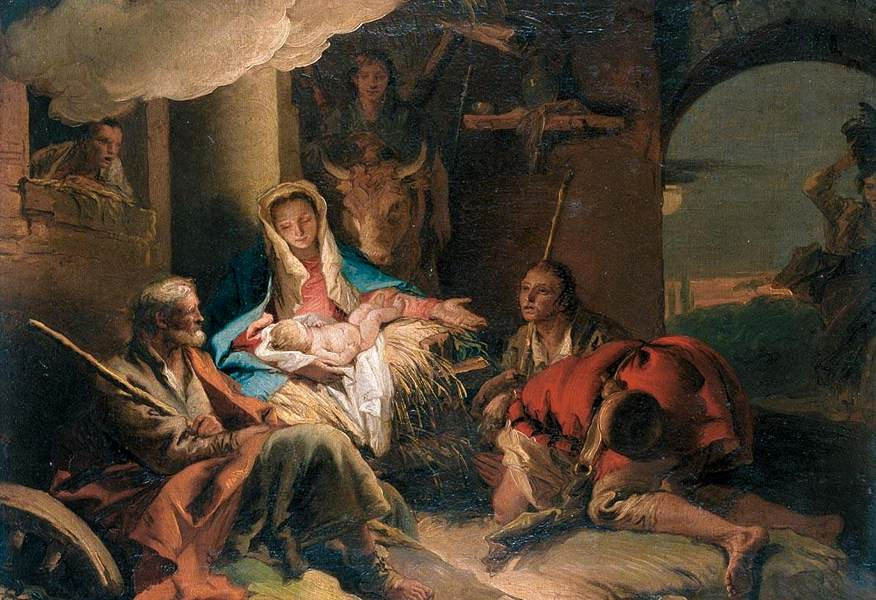
Tiepolo – Anbetung der Hirten, 1751/53